# 加拿大經濟
加拿大是世界最富裕的國家之一，為世界第十大經濟體。為OECD和G7成員。加拿大經濟以服務業為主，全國民眾有四分之三都從事服務業，在先進國家中位居前列。制造業則主要集中在東部地區。美國是加拿大最大的貿易伙伴。
在美國傳統基金會的經濟自由度指數排名中，加拿大排名第7。高于大部分西歐國家，但低於美國。加拿大的人類發展指數亦居世界前列。

## 產業
加拿大的石油行業一直是經濟增長的主要動力，推動加國貿易轉虧為盈，並有很大量的投資。跟很多先進經濟體一樣，精煉石油產品的國內需求平穩，但原油生產商仍可透過加東的煉油廠，擴大加國境內的市場。加拿大可說是原油淨出口國，但東部省份的煉油廠向來依賴進口石油，因為在全國各地運送加西原油的成本更高。儘管美國增產頁岩油，然而由於加國接近美國，並有龐大的管道網絡，對美國的出口仍有增長，2014年原油佔加國貨物出口約18%。
加拿大聯邦和各省政府經營多種國際保險業務成為經濟一大亮點，包括出口信用保險和投資保險。早在1945年制定、頒佈了出口信用保險法；在1947年建立了出口信用保險公司，保險監管採取的是兩級監管的模式，即聯邦和省兩級，保護加拿大本國的海外投資者的投資資本、投資收入，彌補因各種商業和政治風險造成的出口收匯和資本及收益的損失，有力地促進了加拿大國際貿易發展和本國保險人在國際市場上的競爭地位。保險業資產位居加拿大金融業第二位。目前加拿大非壽險公司有近400家。
农业食品业是加拿大经济重要的组成部分，占其国内生产总值的8%。加拥有耕地面积4600万公顷，主要在西部，占国土总面积的5%，產物主要有：小麦、燕麦、大豆、油菜籽、大麦、红肉类（牛、猪和羊）、水果、蔬菜、酒类、烟草、饮料等，出口美國占大宗，約占总量的60%。安大略省和魁北克省主产红肉类和乳制品。